# (466249) 2013 EO
(466249) 2013 EO es un asteroide perteneciente al cinturón de asteroides, descubierto el 17 de febrero de 2013 por el equipo Spacewatch desde el Observatorio Nacional de Kitt Peak (Arizona, Estados Unidos).